# キックハート
『キックハート』（Kick-Heart）は、原作・監督湯浅政明、監修押井守、制作Production I.Gの日本のオリジナル短編アニメーション。本作は湯浅政明原作・監督、押井守監修のプロレスを舞台とした約12分のオリジナルショートフィルムであり、日本のアニメとしてクラウドファンディングを活用した最初の作品として知られている。

## あらすじ
売れないレスラー・マスクマンMは、絶頂を求めて日々を過ごしていたところ、人気レスラー・レディSと出会い、互いに惹かれあう。そして、2人はリングの上で愛をぶつけ合うのであった。

## キャスト
- マスクマンM - 鈴木達央
- レディS - 本田貴子

## 制作

### 企画・スタッフィング
本作は10分という短編作品であることと、普通とは変わった枠組みで制作したいという監督の湯浅の意向により、できるだけ少人数で制作するという方針がとられた。
最初に、湯浅作品によく参加するアニメーターの三原三千夫が起用され、次に本作が初めてのアニメ作品への参加となるオオルタイチが起用された。湯浅はこのスタッフィングにより作品の雰囲気が明るい方向へと変化し、テーマが見えてきたとインタビューの中で振り返っている。

### キャラクター設定
本作の主人公は、めげることなく、打たれ強いキャラクターとして設定された。監督の湯浅はこのキャラクターについて今の気分と合うところがあるとインタビューの中で述べ、マゾヒストのレスラーがいたら面白く、それをファンタジックなコメディにしたら自分も視聴者も楽しめるのではないかと話している。
また、湯浅は『タイガーマスク』の影響を受けていることを認めており、孤児院出身という設定などを洒落として入れたと話している。

### クラウドファンディング
新しい資金調達の手段として当時話題になっていたクラウドファンディングを活用して制作された。2012年に制作発表された後、アメリカ最大のクラウドファンディングサイト「Kickstarter」にて世界中から出資を募ると、1か月間で全世界の3000人以上から目標額を大きく上回る20万ドル（約2500万円）を超える支援を集めた。日本のアニメとしては初の本格的なクラウドファンディング活用に乗り出した作品である。

## 公開
2013年5月26日、六本木で行われた完成発表イベント「Kick-Heart 覆面舞踏会」にて初披露された。その後、同年6月開催の日本ショートショートフィルムフェスティバル、フランスアヌシー国際アニメーション映画祭で特別上映され、翌月には北米最大のアニメコンベンション・Anime Expoにて米国プレミア上映会が行われた。同年12月27日、BD版が発売された。特典ディスクには湯浅政明が1999年に初めて監督を務めたパイロットフィルム『なんちゃってバンパイヤン』が映像特典として収録されている。
国内初配信としてアニメアプリ『アニメビーンズ』で2018年11月9日より配信。

## スタッフ
- 原作 - 湯浅政明、Production I.G
- 脚本・監督 - 湯浅政明
- 監修 - 押井守
- キャラクターデザイン・作画監督 - 三原三千夫
- 副監督・カラーコーディネート - EunYoung Choi
- 美術・カラースクリプト - Aymeric Kevin
- 音楽・音響監督 - オオルタイチ
- エグゼクティブプロデューサー - 石川光久
- プロデューサー - 寺川英和
- アニメーション制作 - Production I.G

## 受賞歴
- 2013年 モントリオールファンタジア国際映画祭 最優秀短編アニメーション賞受賞
- ファンタスティック・フェスト2013 短編アニメーション部門 優秀賞
- 第37回 アヌシー国際アニメーション映画祭 短編コンペティション部門ノミネート
- 2013年 オタワ国際アニメーション映画祭 短編コンペティションノミネート
- 第17回文化庁メディア芸術祭アニメーション部門審査委員推薦作品